# Сакадин, Алексей Никитович
Алексей Никитович Сакадин (8 февраля 1928 — 13 декабря 1975, Бугуруслан, Россия) — передовик советской нефтедобывающей промышленности, буровой мастер конторы бурения № 1 треста «Бузулукбурнефть» объединения «Оренбургнефть» Министерства нефтедобывающей промышленности СССР, Оренбургская область, Герой Социалистического Труда (1966).

## Биография
Родился в 1928 году в селе Кузькино, ныне Матвеевского района, Оренбургской области в семье русских крестьян.
В годы Великой Отечественной войны стал трудиться в местном колхозе имени Дзержинского, в Матвеевском районе. В 1948 году завершил обучение в Бугурусланском ремесленном училище, стал работать бурильщиком. В 1964 году назначен буровым мастером конторы бурения № 1 «Бузулукбурнефть».
Указом Президиума Верховного Совета СССР от 23 мая 1966 года за достижение высоких показателей в производстве и добыче нефтепродуктов Алексею Никитовичу Сакадину присвоено звание Героя Социалистического Труда с вручением ордена Ленина и медали «Серп и Молот».
Внёс огромный вклад в развитие нефтедобывающей промышленности. За всё время работы десятки километров скважин прошёл он и его бригада добывая нефть. Бригада выполнила досрочно план девятой пятилетки.
Являлся делегатов XXIII съезда КПСС. Был избран членом Бугурусланского горкома КПСС, депутатом Оренбургского областного Совета депутатов трудящихся.
Проживал в городе Бугуруслане. Умер 13 декабря 1975 года.

## Награды
За трудовые успехи удостоен:
- Золотая звезда «Серп и Молот» (23.05.1966)
- Орден Ленина (23.05.1966)
- Орден Октябрьской Революции (30.03.1971)
- две медали «За трудовое отличие» (31.07.1953, 29.04.1963)
- другие медали.

## Память
- 18 мая 2012 года в селе Кузькино Матвеевского района Оренбургской области в память о Герое была открыта мемориальная стела[2].